# Monopol (musikalbum)
Monopol är ett musikalbum utgivet 1996 av Galenskaparna och After Shave.

## Låtförteckning
Alla låtar är skrivna av Claes Eriksson.
1. "Egil"
2. "Monopol" – Kerstin
3. "Sticket" – Kerstin
4. "Alla ungjävlar ska ju nuförtiden bli artister" – Kerstin med flera
5. "Sluta sjung skit" – Kerstin
6. "Egil"
7. "Du sköna nya värld" – Peter, Per, Jan, Anders, Stefan Ljungqvist med flera
8. "En regering som kan dra en liten stepp" – Lisa Alvgrim med flera
9. "Livets lotteri" – Claes med flera
10. "Hjärtat" – Knut

## Produktion
- Sång: Kerstin Granlund, Peter Rangmar, Knut Agnred, Claes Eriksson med flera
- Kör: Per Fritzell, Jan Rippe, Anders Eriksson med flera